# Подчинний
Подчинний (рос. Подчинный) — селище у Жирновському районі Волгоградської області Російської Федерації.
Населення становить 145  осіб. Входить до складу муніципального утворення Олешниківське сільське поселення.

## Історія
Селище розташоване у межах українського історичного та культурного регіону Жовтий Клин.
Згідно із законом від 21 лютого 2005 року № 1009-ОД для населеного пункту було встановлено органом місцевого самоврядування Олешниківське сільське поселення.

## Населення
| 1767  | 1773  | 1788  | 1798  | 1816  | 1834  | 1850  |
| ----- | ----- | ----- | ----- | ----- | ----- | ----- |
| 129   | ↗137  | ↗140  | ↗210  | ↗339  | ↗663  | ↗1012 |
| 1859  | 1885  | 1897  | 1904  | 1911  | 1920  | 1922  |
| ↗1223 | ↘1213 | ↘1181 | ↗2233 | ↗2435 | ↘1577 | ↘1322 |
| 1926  | 1931  | 1939  | 2010  |       |       |       |
| ↗1456 | ↗2171 | ↗2188 | ↘145  |       |       |       |